# Comuna Velîțk, Kovel
Velîțk (în ucraineană Велицьк) este o comună în raionul Kovel, regiunea Volînia, Ucraina, formată din satele Kuhari și Velîțk (reședința).

## Demografie
Componența lingvistică a satului Velîțk
     Ucraineană (99,61%)
     Alte limbi (0,39%)
Conform recensământului din 2001, majoritatea populației satului Velîțk era vorbitoare de ucraineană (99,61%), existând în minoritate și vorbitori de alte limbi.